# باغ ملك (كيسكان)
باغ ملك (بالفارسية: باغ‌ملک) هي قرية تقع في إيران في قسم كيسكان الريفي. يقدر عدد سكانها بـ 60 نسمة .